# Pottingeriaceae
Pottingeriaceae is een botanische naam, voor een familie van tweezaadlobbige planten. Een familie onder deze naam wordt zelden erkend door systemen voor plantentaxonomie, maar wel door het APG-systeem (1998), dat de familie ongeplaatst laat (incertae sedis).
Het APG II-systeem (2003) erkent de familie niet en laat het genus Pottingeria ongeplaatst. De APWebsite [18 feb 2008] erkent de familie weer wel, en plaatst haar in de orde Celastrales.
Indien erkend gaat het om een heel kleine familie, van bomen, die voorkomen van India tot in Zuidoost Azië.